# Setenta y ocho
El setenta y ocho (78) es el número natural que sigue al setenta y siete y precede al setenta y nueve.

## Propiedades matemáticas
- Es un número compuesto, que tiene los siguientes factores propios: 1, 2, 3, 6, 13, 26, 39. Como la suma de sus factores es 90 > 78, se trata de un número abundante.
- Número triangular.
- Número esfénico.

## Características
- 78 es el número atómico del platino.

- Datos: Q713229
- Multimedia: 78 (number) / Q713229